# Huang Chung
Huang Chung è il primo album in studio del gruppo musicale britannico Wang Chung, pubblicato il 4 marzo 1982.
Il 19 settembre 1995 ci fu una riedizione dell'album.

## Tracce

### Arista U.K. LP: SPART 1174
Lato A
1. Ti Na Na – 4:22
2. Hold Back the Tears – 4:05
3. I Never Want to Love You in a Half-Hearted Way – 3:11
4. Straight from My Heart – 2:52
5. Dancing – 4:38

Lato B
1. Chinese Girls – 2:51
2. Why Do You Laugh – 4:06
3. China – 3:27
4. I Can't Sleep – 3:15
5. Rising in the East – 5:27

### Arista U.S. LP: AL 6603
Lato A
1. Hold Back the Tears – 4:05
2. I Never Want to Love You in a Half-Hearted Way – 3:11
3. Ti Na Na – 4:22
4. Straight from My Heart – 2:52
5. Dancing – 4:38

Lato B
1. China – 3:27
2. Rising in the East – 5:27
3. Chinese Girls – 2:51
4. Why Do You Laugh – 4:06
5. I Can't Sleep – 3:15

### 1995 - One Way Records CD: OW 31444
1. Hold Back the Tears – 4:05
2. I Never Want to Love You in a Half-Hearted Way – 3:12
3. Ti Na Na – 4:22
4. Straight from My Heart – 2:52
5. Dancing – 4:39
6. China – 3:26
7. Rising in the East – 5:28
8. Chinese Girls – 2:51
9. Why Do You Laugh – 4:06
10. I Can't Sleep – 3:15